# Верхнее Карачево
Ве́рхнее Кара́чево (тат. Югары Карач) — посёлок в Актанышском районе Республики Татарстан, находится в составе Татарско-Суксинского сельского поселения.

## Этимология
Топоним произошёл от татарских слов «югары» (верхний) и «карачы» (карача).

## География
Деревня находится на реке Шабиз, в 26 км к западу от районного центра — села Актаныш.

## Население
| 1816 | 1859 | 1870 | 1897 | 1913 | 1920 | 1926 | 1938 | 1949 | 1958 | 1970 | 1979 | 2002 | 2010 | 2015 |
| ---- | ---- | ---- | ---- | ---- | ---- | ---- | ---- | ---- | ---- | ---- | ---- | ---- | ---- | ---- |
| 26   | 63   | 70   | 127  | 154  | 145  | 75   | 102  | 65   | 56   | 60   | 39   | 1    | 1    | 2    |

Национальный состав села — татары.